# Allophylus altescandens
Allophylus altescandens är en kinesträdsväxtart som beskrevs av Lucien Leon Hauman. Allophylus altescandens ingår i släktet Allophylus och familjen kinesträdsväxter. Inga underarter finns listade i Catalogue of Life.